# Ellen Benediktson

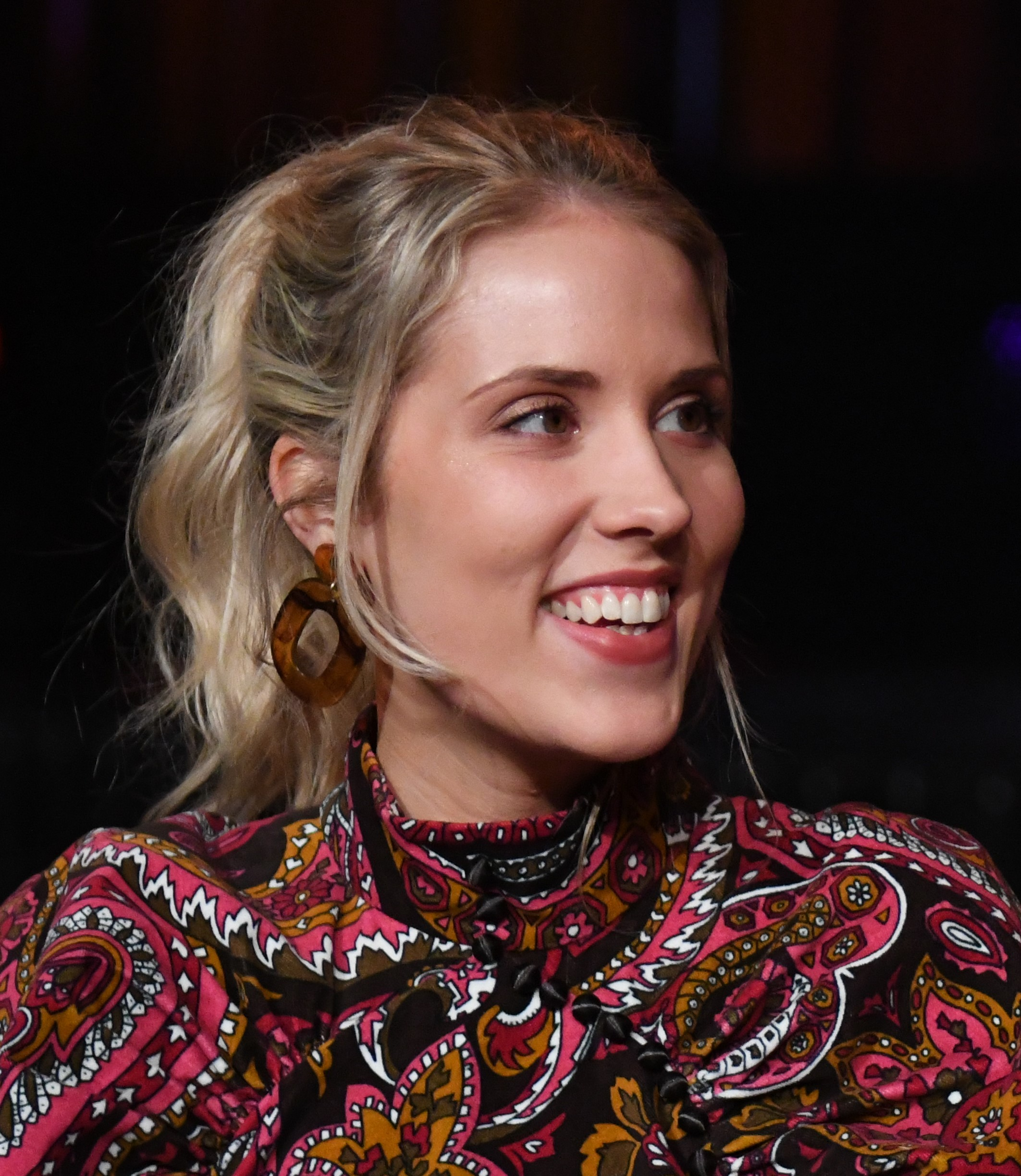
Ellen Benediktson, 2020

Ellen Laura Catharina Benediktson (* 25. April 1995 in Limhamn) ist eine schwedische Sängerin.

## Leben und Karriere
Ellen Benediktson wurde am 25. April 1995 in der schwedischen Stadt Limhamn geboren. Sie erlangte Bekanntheit, indem sie während der Proben des Eurovision Song Contest 2013 den französischen Beitrag L’Enfer et Moi sang. Im Jahr darauf nahm sie als Künstlerin am Wettbewerb teil und erreichte mit dem Lied Songbird das Finale. Dort belegte sie den siebten Rang. 2015 nahm Benediktson erneut teil, dieses Mal mit dem Lied Insomnia. Sie wurde fünfte im dritten Halbfinale und qualifizierte sich daher weder für die Andra Chansen-Runde, noch für das Finale.
Heute lebt Benediktson in Malmö und ist beim Label Warner Music Sweden unter Vertrag.

## Diskografie
- 2014: Songbird
- 2014: When the Sun comes Up
- 2015: Insomnia